# 拉菲爾·馬賽羅
拉菲爾·“萊羅”·馬賽羅（義大利語：Raffaele "Lello" Marciello，1994年12月17日—）是一位義大利職業賽車手，及法拉利車手學院成員。他是歐洲三級方程式冠軍。

## 職業生涯

### 卡丁車
馬賽羅於2005年首次駕駛卡丁車並出賽各個歐洲錦標賽，之後在2010年突破低階層級，晉升至KF2級別。

### 阿巴斯方程式
馬賽羅在2010年加入JD Motorsport車隊開始駕駛單人座賽車，出賽於義大利新推出的阿巴斯方程式系列賽。 他在米薩諾開幕戰和瓦拉諾獲得冠軍，並在其他兩站登上頒獎台，而他最終在積分榜上名列第三。此外，他與同鄉的阿巴斯方程式冠軍布兰登·马尔沙奴成為了法拉利車手學院的成員。

### 三級方程式
馬賽羅於2011年加入普瑞馬車隊，晉升至義大利三級方程式錦標賽。他贏得了在米薩諾及阿德里亞的兩場比賽以及額外的四次頒獎台，最終在積分榜上獲得季軍。
馬賽羅在2012年持續與普瑞馬合作，參加三級方程式歐洲系列賽以及重瓣的國際汽車聯盟歐洲三級方程式錦標賽。他在國際汽車聯盟三級方程式中獲得亞軍，並有著九次頒獎台和七次分站冠軍。而在歐洲系列賽中獲得季軍，並有十次頒獎台和六次分站冠軍的成績。且他在兩個錦標賽中皆獲得比其他車手還多的分站勝利。
他在2013年繼續待在三級方程式，且因為他在前一賽季令人印象深刻的成績，以及在季前測試優異的表現，使他在季前被認為是最有希望奪冠的車手。而他最終以13次分站冠軍和19次頒獎台的成績，贏得了歐洲錦標賽的冠軍。

### 豐田賽車系列賽
馬賽羅在2012年賽季的休賽期參加了位於紐西蘭的豐田賽車系列賽，在積分榜上獲得第九名，並有著在汉普顿唐思的一次分站勝利。

### GP2系列賽
馬賽羅在2013年10月於加泰隆尼亞賽道參加測試後，一直企盼能在2014年進入GP2系列賽或雷諾世界系列賽。
2014年1月20日，法拉利車手學院宣布馬賽羅將出賽2014年賽季的GP2，然而他們尚未確認他將加盟的車隊。之後在2月18日宣布他將加入Racing Engineering車隊。

## 外部連結
- 官方网站
- 拉菲爾·馬賽羅的X（前Twitter）
- 拉菲爾·馬賽羅 在DriverDB.com上的职业生涯数据（英文）
- Profile on Ferrari Driver Academy

| 體育角色               | 體育角色                                     | 體育角色    |
| ---------------------- | -------------------------------------------- | ----------- |
| 前任： 丹尼爾·朱卡德拉 | 國際汽車聯盟歐洲三級方程式錦標賽 冠軍 2013年 | 繼任： 現任 |